# Henry Russell
Henry Argue Hank Russell (født 15. december 1904 i Buffalo, New York, død 9. november 1986 i West Chester, Pennsylvania) var en amerikansk atlet, som deltog i OL 1928 i Amsterdam.

## Idrætskarriere
Russell vandt tre collegemesterskaber i sprint, mens han læste på Cornell University, og i 1926 vandt han begge sprintdistancerne i Princeton/Cornell mod Cambridge/Oxford. Ved det amerikanske udtagelsesstævne til OL 1928 i Amsterdam blev han nummer tre og blev dermed udtaget til legene. På 100 m distancen nåede han til semifinalen, Han var desuden med på det amerikanske stafethold i 4 x 100 meterløb. Efter at have vundet deres indledende heat mødte amerikanerne det andet favorithold, Tyskland i finalen, og de to hold lå meget lige, indtil tyskerne ved sidste skift mistede moment, så amerikanerne kunne sikre sig guldet i 41,0 sekunder, hvilket var en tangering af verdensrekorden. De øvrige amerikanske løbere var Frank Wykoff, Jimmy Quinn og Charley Borah. Tyskland fik sølv med 41,2 sekunder og Storbritannien bronze med 41,8 sekunder.